# خورخي لوبيز أوروزكو
خورخي لوبيز أوروزكو (بالإسبانية: Jorge Lopez-Orozco)‏ هو مهرب مخدرات مكسيكي، ولد في 22 أبريل 1976 في المكسيك.